# Битва при Феррибридже
Битва при Феррибридже (англ. Battle of Ferrybridge), состоявшаяся 28 марта 1461 года, была небольшим столкновением между сторонниками Йорка и Ланкастера, произошедшим перед большой битвой при Таутоне во время войны Алой и Белой розы.
Провозгласив себя королём, Эдуард IV собрал под свои знамёна значительную армию и направил её на север к лагерю Ланкастеров, расположенному за рекой Эйр в Йоркшире. 27 марта граф Уорик, который вёл авангард войска, починил с помощью досок прежде уничтоженную ланкастерцами переправу и пересёк реку. Однако при этом он потерял много людей, как замерзшими в ледяной зимней воде, так и погибшими под потоком стрел, исходивших от небольшого, но решительного отряда ланкастерцев на другой стороне. Наконец, переправившись и разогнав ланкастерцев, Уорик поставил своих людей ремонтировать мост. Лагерь устроили на северной стороне реки.
Рано утром на следующий день Йорки были атакованы большим отрядом Ланкастеров под командованием барона Клиффорда и барона Невилла (двоюродный дедушка Уорика). Застигнутые врасплох, силы Уорика понесли значительные потери. Заместитель командующего графа Уорика, лорд Фитцуолтер, был смертельно ранен, когда пытался сплотить своих людей, и умер спустя неделю.

## Начало битвы
Лорд Фитцуолтер вел небольшой отряд и попытался переправиться через реку Эйр. Деревянный мост через реку был специально поврежден Ланкастерами, чтобы помешать продвижению йоркистов. Люди Фитцуолтера сделали временную переправу и остановились ночевать у моста. Ранним утром 28 марта, когда отряд йоркистов еще спал, к мосту спустился Джон, лорд Клиффорд, во главе отряда из 500 вооруженных всадников. Они спустились к переправе и напали на спящий лагерь. Согласно хронике Эдуарда Холла Лорд Фитцуолтер был убит почти сразу без доспехов с одним поллаксом в руках. Он думал, что это его солдаты повздорили между собой. Те, кто уцелел, устремились к авангарду графа Уорика. Услышав о столкновении, граф Уорик поскакал в расположение Эдуарда, графа Марч (будущего Эдуарда IV). По Холлу, приехав, он выхватил меч и вонзил его в грудь своего коня, со словами: «Let him fly that will, for surely I will tarry with him that will tarry with me». Эдуард сказал каждому, кто не собирается отступить сделать также, кроме того, приказал убивать всех, кто попытается бежать с поля боя. Каждый убивший предателя должен был получить двойную плату. Далее был собран отряд для того, чтобы отбить мост, во главе с графом Уориком. На узком мосту, который Ланкастеры уже успели укрепить, было трудно вести сражение. Люди гибли с каждой стороны, и с каждой подходили новые. граф Уорик был ранен стрелой в ногу. Сам Эдуард вступил в сражение, но понял, что такая тактика неэффективна.

## Атака Фауконберга и смерть лорда Клиффорда
Эдуард послал Вильяма Невилла лорда Фауконберга (дядю Уорика), сэра Вильяма Блоунта и Роберта Хорна с войсками пересечь реку тремя милями западнее у Каслфорда. Они ударили Клиффорду во фланг. Тот попытался перестроить войска, но прессинг с двух сторон стал слишком сильным. Войска Клиффорда уступили мост и вышли на Тоутонскую дорогу, по которой бежали в сторону Шербурна-ин-Элмет, где располагались главные силы Ланкастеров. Далее йоркистам подали лошадей, и они устремились в погоню за Клиффордом. В маленькой долине Динтинг Дэйл йоркисты нагнали отступающих Ланкастеров уже совсем недалеко от основных их сил. Единственным источником о смерти лорда Клиффорда является хроника Холла (ок 1540). Устав от погони, лорд Клиффорд снял свой горжет. Тут же стрела йоркистского лучника вонзилась ему в горло. Так умер один из наиболее харизматичных полководцев войны Роз. Почему Сомерсет или Нортумберлэнд не послали отряд на подмогу Клиффорду? Мы можем только догадываться. Первая причина может состоять в том, что с места расположения армии Динтинг Дэйл не просматривался. Вторая — Сомерсет не знал, какая часть войска йоркистов на подходе и не стал рисковать.